# Karl Friedrich August von Tschirschky und Bögendorff

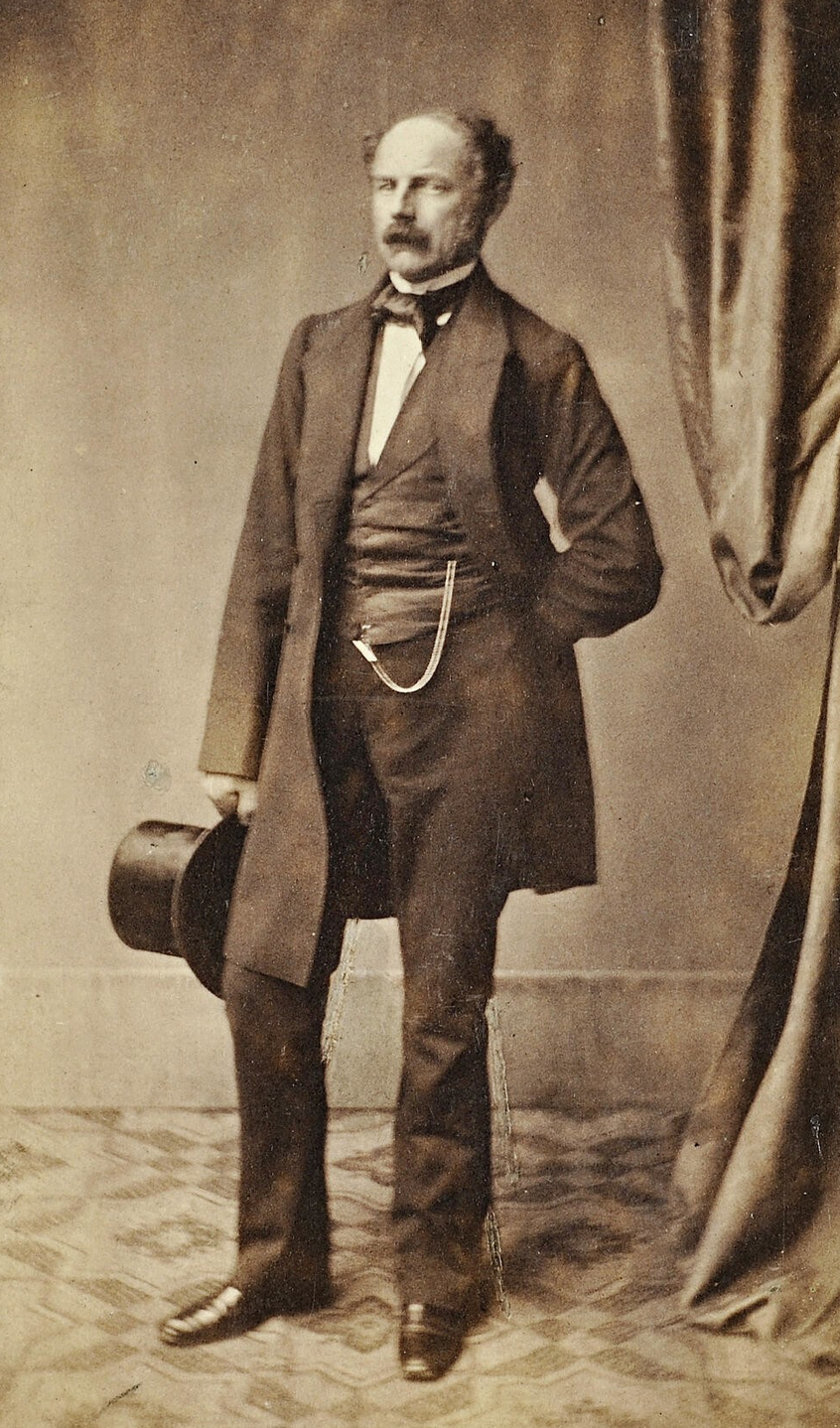
Karl Friedrich August von Tschirschky

Karl Friedrich August von Tschirschky und Bögendorff (* 15. März 1811 in Herrnhut; † 12. Mai 1894 in Dresden) war ein sächsischer Offizier.

## Leben

### Herkunft
Karl Friedrich August von Tschirschky und Bögendorff entstammte dem schlesischen Adelsgeschlecht von Tschirschky (ursprünglich Schirouski aus Breslau, weitere Schreibweisen unter anderem später Schirisky, Tschirszke und Tschirsky) aus dem Stammhaus der schlesischen Linie von Tschirschky und Boegendorff. Er war Sohn des Friedrich Ludwig Tschirschky und Bögendorff und dessen Ehefrau Marianne Elisabeth Freiin von Watteville (1780–1865). Sein Vater diente als Landesbestallter der sächsischen Oberlausitz.

### Karriere
Karl Friedrich August schlug zunächst eine militärische Laufbahn und besuchte das Adelige Kadettenkorps der sächsischen Armee. Nach langjähriger Erziehung wurde er am 1. April 1829 als Portepeejunker dem 1. Schützen-Bataillon übergeben. Am 28. Oktober 1829 avancierte er zum Leutnant beim 2. Schützen-Bataillon und durchlief in den folgenden Jahren eine gewöhnliche militärische Laufbahn, wurde am 29. November 1836 zum Oberleutnant befördert und nachfolgend in das 2. Linien-Infanterie-Regiment „Prinz Maximilian“ versetzt wo er die nächsten Jahre u. a. als Adjutant wirkte. Er stieg am 19. Dezember 1847 zum Hauptmann auf und diente seitdem als persönlicher Begleiter des sächsischen Prinzen Georg, wonach er alsbald á lá suite der Armee gestellt wurde und mit der Leitung des Hofstaates von Prinz Georg beauftragt wurde. Er stieg in dieser Eigenschaft am 18. April 1851 zum Major auf. Unter Genehmigung seines Abschiedsgesuches wurde er am 30. Januar 1859 zur Disposition gestellt. Seitdem diente er als Hofmarschall des Prinzen Georg.
Er war Träger zahlreicher hoher Auszeichnungen, darunter dem Komturkreuz I. Klasse des Albrechtsordens.

### Familie
Karl Friedrich August war seit 1847 mit Therese Amalie Auguste von Zedlitz (1818–1851) verheiratet. Aus der Ehe entstand eine Tochter, Helene (1848–1937), welche den bayerischen Reichsrat Karl Graf von Drechsel-Deufstetten (1842–1928) heiratete.